# بيرناردو فيتال
برناردو ماريا مورايس كاردوسو فيتال (من مواليد 29 ديسمبر 2000) هو لاعب كرة قدم برتغالي يلعب مع إستوريل كمدافع .

## المسيرة الكروية
ظهر لأول مرة مع Estoril في 20 سبتمبر 2020 في الدوري البرتغالي 2 Liga Portugal 2 . 

## روابط خارجية
- Bernardo Vital at ForaDeJogo
- بيرناردو فيتال  على سكروي